# Metaball

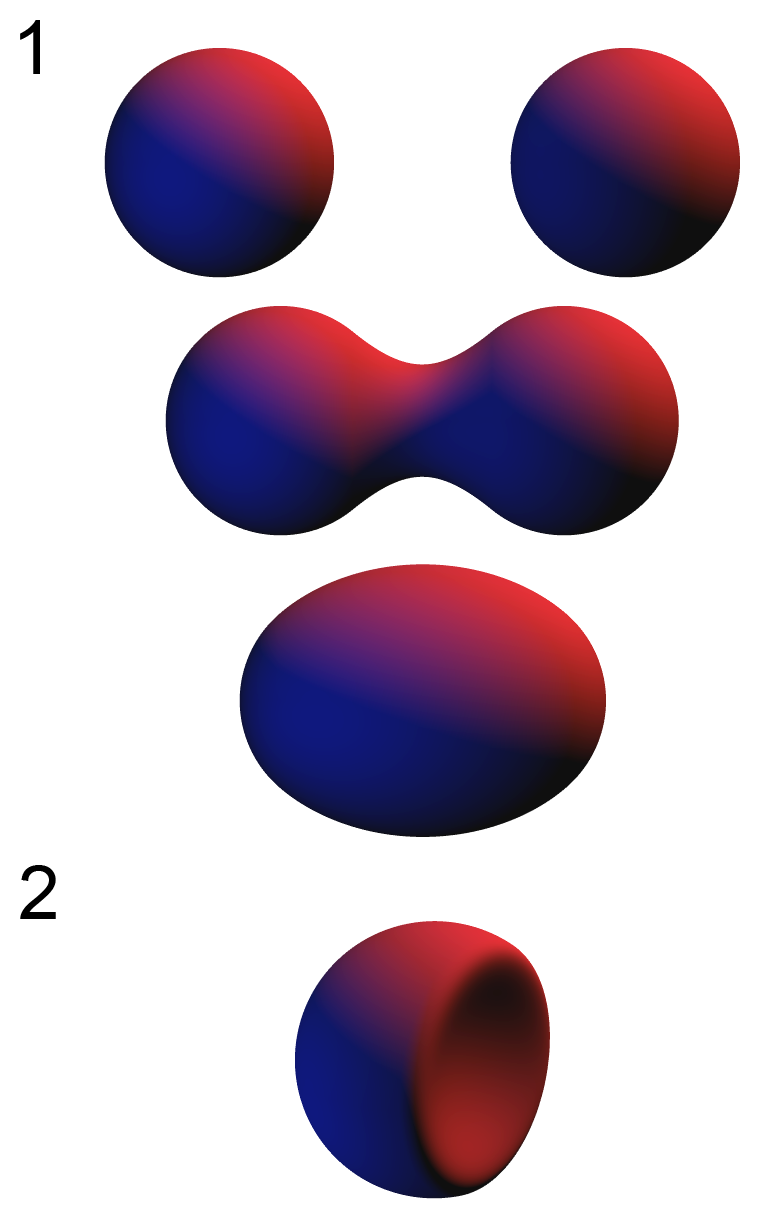
Ejemplo de Metaballs.

Metaball es el nombre de una técnica de gráficos realizada por ordenador para simular interacción orgánica entre diferentes objetos n-dimensionales (como gotas de mercurio mezclándose por su superficie) y fue inventado por Jim Blinn a principios de los años 1980.
Cada metaball está definida en función de n-dimensiones (es decir para tres dimensiones, f (x, y, z); las metaballs tridimensionales tienden a ser las más comunes). También se elige un valor de umbral para definir un volumen sólido. Entonces,
{\displaystyle \sum _{i=0}^{n}{\mathit {metaball}}_{i}(x,y,z)\leq {\mathit {Umbral}}}
representa el volumen encerrado por una superficie entre dos o más metaballs en (x, y, z) .
Una función típica elegida para metaballs es:
{\displaystyle {\mathit {metaball}}(x,y,z)=1/((x-x_{0})^{2}+(y-y_{0})^{2}+(z-z_{0})^{2})}
en la que {\displaystyle (x_{0},y_{0},z_{0})} es el centro de la metaball. Sin embargo, debido a la división, es computacionalmente muy exigente. Por esta razón se usan habitualmente aproximaciones a funciones de polinomios.

## Lecturas recomendadas
- BLINN James F., A Generalization of Algebraic Surface Drawing, ACM Transactions on Graphics 1(3), julio de 1982, pp. 235–256.